# Kuollejauratj
Kuollejauratj är en sjö i Jokkmokks kommun i Lappland och ingår i Piteälvens huvudavrinningsområde. Kuollejauratj ligger i Udtja Natura 2000-område.